# Moos (Kempten)
Moos ist ein Weiler der kreisfreien Stadt Kempten (Allgäu). Der Ortsname beruht auf einem zwischen 1854 und 1875 abgebauten Torfvorkommen. Moos liegt westlich der Bundesautobahn 7.
Eine der ersten Erwähnungen des Ortes erfolgte 1451. Ab 1453 ist Moos als Besitz eines Webers bekannt. Aus der Zeit um 1738 ist eine Webegerechtigkeit in Moos überliefert.

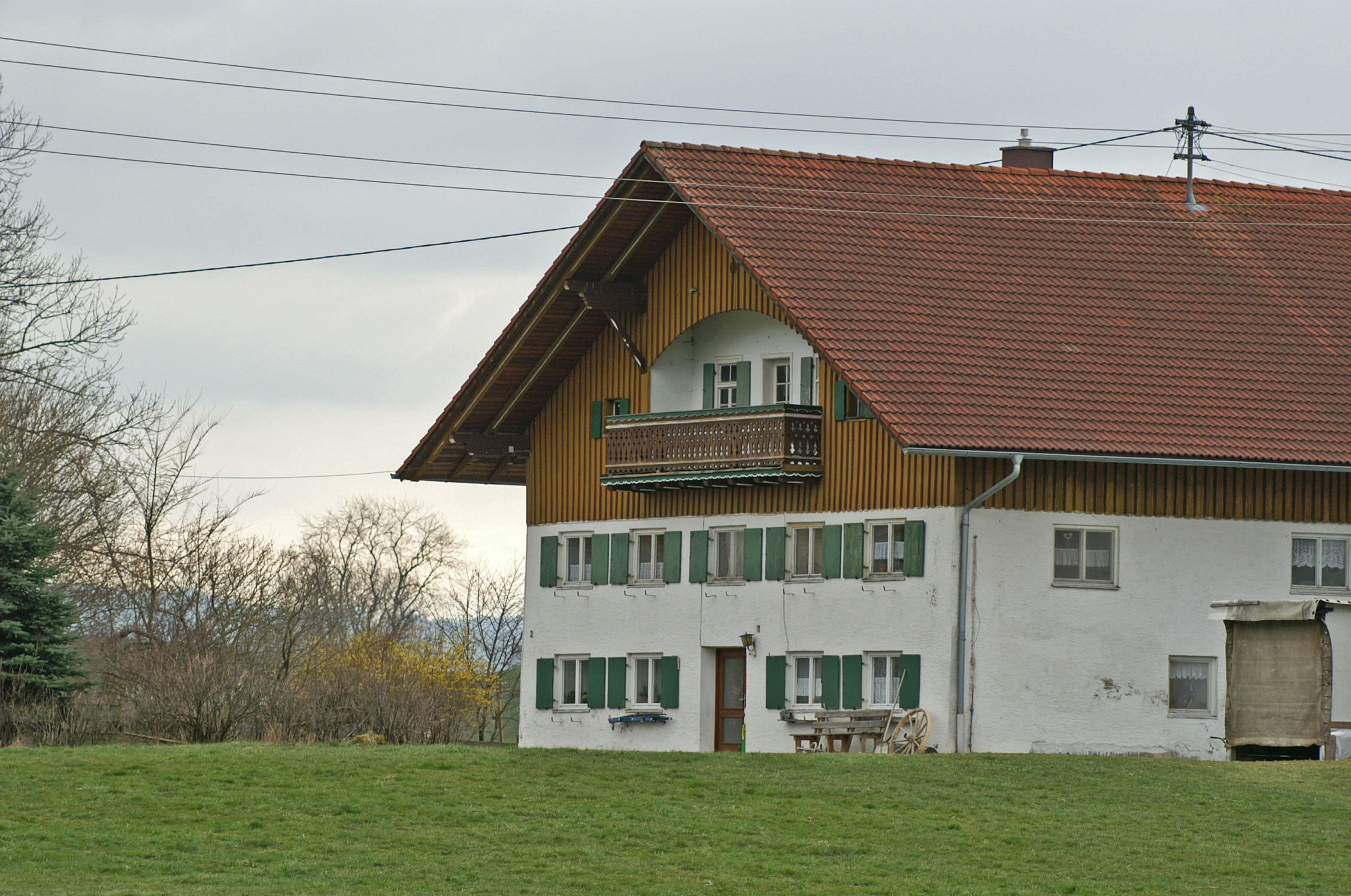
Moos von Nordosten

Im Jahr 1819, ein Jahr nach der Bildung der Ruralgemeinde Sankt Mang, bestand Moos aus 3 Anwesen mit 14 Einwohnern, es gehörte  zur Hauptmannschaft Lenzfried. 1900 lebten in 2 Anwesen insgesamt 12 Einwohner.